# میمون‌دژ

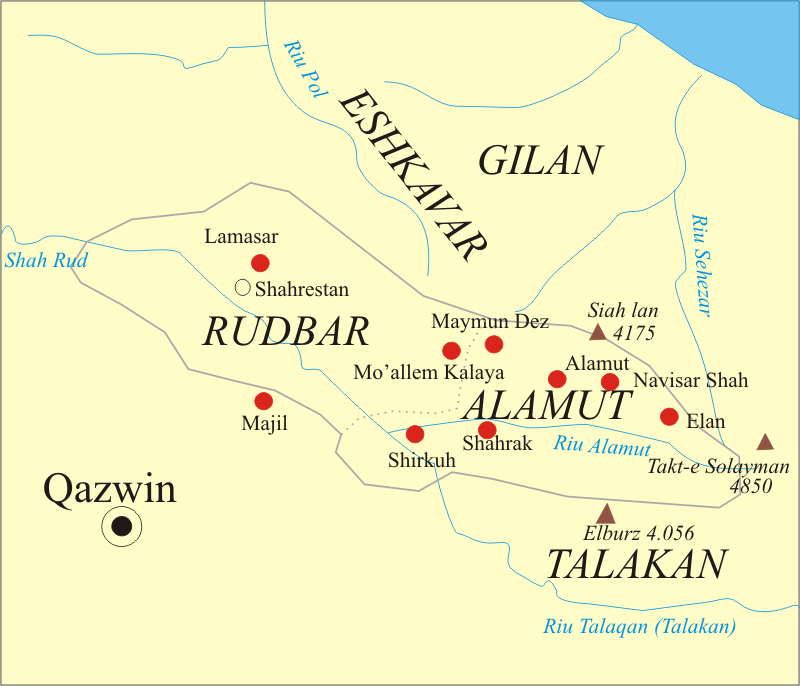
نمایی از نقشهٔ قلعه‌های مناطق الموت و رودبار در ایران‌. قلعه میمون‌دژ، پایین‌تر از گیلان و اشکور قرار دارد‌. - ۲۰۰۸

میمون دژ، مرکز و پناهگاه اسماعیلیان واقع در الموت قزوین بود.
میمون دژ احتمالاً در سال (۵۲۰ قمری/ ۱۱۲۶ میلادی) در زمان کیا بزرگ امید ساخته شد گرچه عطاملک جوینی ساخت آن را به امام علاءالدین محمد نسبت داده‌است. این قلعه در ۲۹ شوال ۶۵۴ قمری و پس از آنکه سپاه اصلی مغول گِرد میمون‌دژ که رکن الدین خورشاه در آن مستقر بود گرد آمده و نزاریان را به یک درگیری کشاندند، خورشاه تسلیم شد و مغولان آن را تخریب کردند. این شکست پایان دوران الموت در تاریخ اسماعیلی سرزمین‌های ایران را رقم زد.

## جایگاه میمون دژ
جایگاه میمون دژ همیشه مورد تردید و مبهم بوده‌است. نظرات متفاوتی هم دربارهٔ جایگاه آن ارائه شده‌است. مثلاً:
پیترویلی، محقق انگلیسی، به اعتبار تحقیقات خود در سه سفر به الموت غار شمس کلایه، نزدیک معلم کلایه را، میمون دژ دانسته‌است.
منوچهر ستوده (که پردامنه‌ترین تحقیقات را دربارهٔ قلعه‌های اسماعیلیان انجام داده) قلعه نویزرشاه را، بر فراز کوه‌های گرما رود و سراج محله الموت، میمون دژ معرفی کرده‌است.
ولادیمیر ایوانف، محقق روسی، که کوشش‌هایش در باب اسماعیلیان چشمگیر است، ضمن رد شیر کوه به عنوان میمون دژ، نخست با تردید قلعه مشهور الموت نزدیک آبادی گازرخان و بعد نویزرشاه را میمون دژ عنوان کرده‌است.
لودمیلا ولادیمیرونا هیچ‌یک از این نظریات را قانع‌کننده ندانسته، و معتقد است جای میمون دژ معلوم نیست.
اما به رغم این نظرات شاید بتوان گفت میمون دژ، هنوز هم از مسائل حل نشده در تاریخ اسماعیلیان است. با مطالعات گسترده در این باره عنایت الله مجیدی میمون دژ را قلعه‌ای در بالای خشکه چال و در کوه شاتان دانسته است.